# Édouard André
Édouard André (* 1833; † 1894) war ein französischer Politiker und Kunstsammler.

## Leben

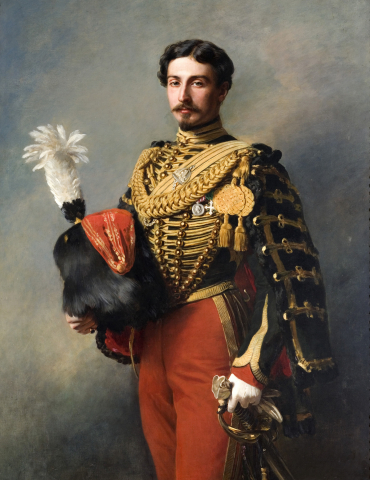
Porträt von Édouard André, von Franz Xaver Winterhalter, Paris, Musée Jacquemart-André

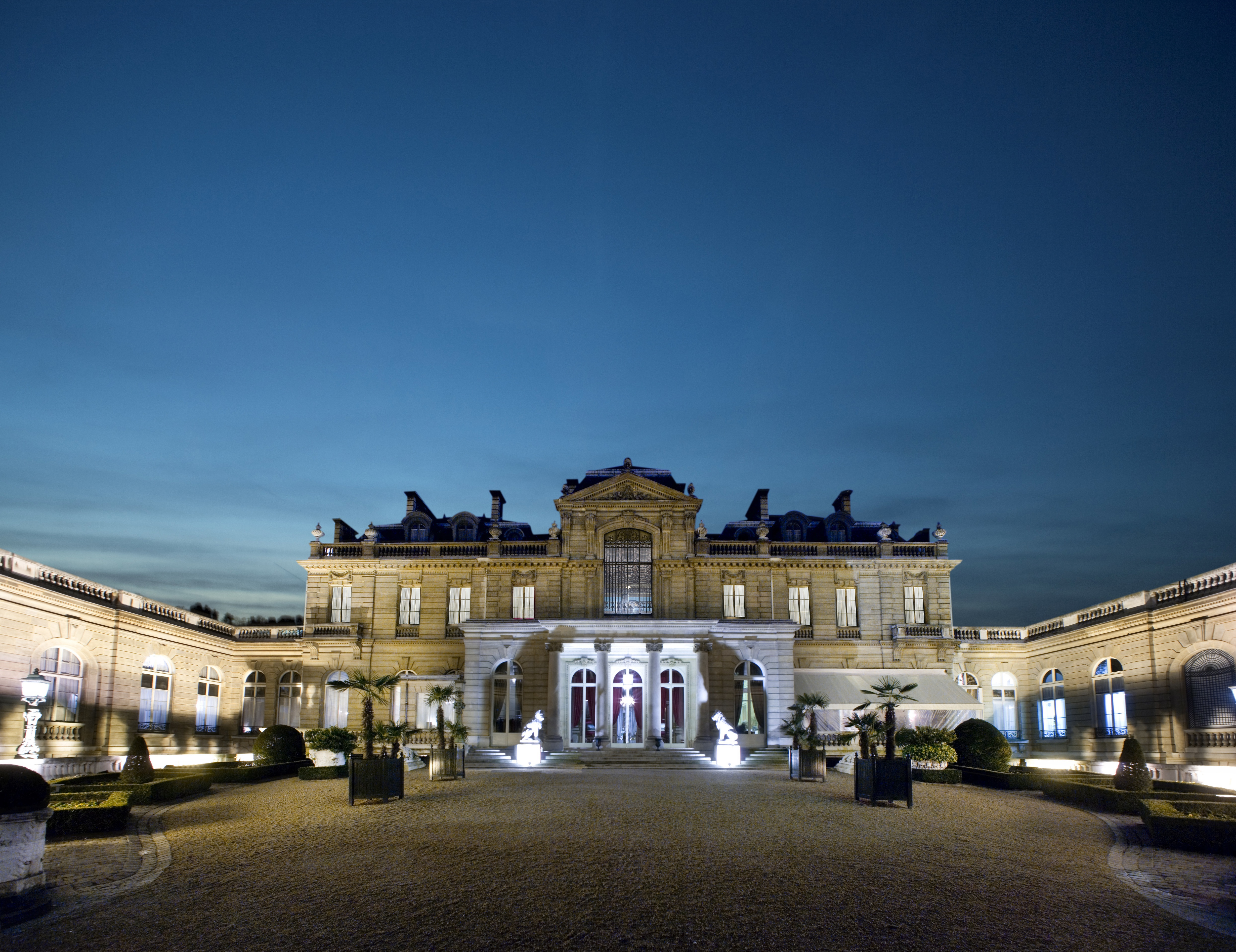
Das Stadtpalais am Boulevard Hausmann Nr. 158, heute Museum Jacquemart-André

Als Sohn von Ernest André (1803–1864) wurde Édouard André in eine protestantische Bankiersfamilie hineingeboren, die aus Südfrankreich stammte und ihre Glanzzeit im Zweiten Kaiserreich hatte. Mit der Rückendeckung von Kaiser Napoléon III., den Ideen von Henri de Saint-Simon aufgeschlossen, profitierte die Familie André von den Finanzinvestments der Modernisierung Frankreichs und den großen Firmen des Kaiserreichs.
Édouard André verlor im Alter von zwei Jahren die Mutter. Er wurde für eine militärische Karriere bestimmt. Mit 18 Jahren trat er in die École spéciale militaire de Saint-Cyr ein und gehörte später zum persönlichen Eliteregiment des Kaisers. Er kämpfte in Italien und in Mexiko, bevor er 1863 die Armee verließ. Er begann, eine Sammlung aus Möbeln, Gemälden und Kunstgegenständen aufzubauen. Von 1864 bis 1870 folgte er seinem Vater als Abgeordneter des Départements Gard. Nach dem Ende des Zweiten Kaiserreichs engagierte er sich 1871 in der Nationalgarde. Er unternahm mit den Rothschilds Anstrengungen, um die geforderte Summe an Reparationszahlungen Frankreichs an das Deutsche Kaiserreich sicherzustellen. Danach wandte er sich enttäuscht vom politischen Leben ab und widmete sich ausschließlich seinen Sammlungen.
1868 ließ er von dem Architekten Henri Parent ein feudales Stadtpalais auf 5.700 m² Grund in Paris am Boulevard Haussmann Nr. 158 errichten, das 1.520.000 Francs kostete. Die Bauarbeiten dauerten von 1869 bis 1875. Das Palais beherbergt heute das Musée Jacquemart-André.
1872 kaufte er die Gazette des Beaux-Arts und wurde Präsident der Union centrale des arts décoratifs. 1857 wurde sein Porträt von Franz Xaver Winterhalter fertiggestellt und 1863 ließ er seine Büste von Jean-Baptiste Carpeaux modellieren. Er ließ ein weiteres Gemälde von der Malerin Nélie Jacquemart anfertigen, die er schließlich 1881 heiratete.
Das Paar begab sich jedes Jahr nach Italien, um dort Kunstwerke zur Erweiterung der Sammlung einzukaufen. Auf diese Weise stellten sie eine der schönsten privaten Sammlungen italienischer Kunst in Frankreich zusammen. Außerdem erwarben sie bedeutende Werke französischer Künstler wie Nattier, Vigée-Lebrun, Fragonard, David.
Nach dem Tod Eduard Andrés im Jahre 1894 dehnte Nélie Jacquemart ihre Sammeltätigkeit über Italien bis in den Orient aus, um die Sammlung um kostbare kunsthandwerkliche Objekte zu erweitern. Getreu den Absichten ihres verstorbenen Ehemanns vermachte sie das Haus am Boulevard Hausmann einschließlich der Sammlung dem Institut de France mit dem Ziel, dort ein Museum einzurichten. Dieses Museum wurde 1913 eröffnet.